# Noyers-Auzécourt
Noyers-Auzécourt ist eine französische Gemeinde im Département Meuse in der Region Grand Est. Sie hat eine Fläche von 17,38 km² und 274 Einwohner (2022).

## Geschichte
Die Gemeinde Noyers-Auzécourt entstand 1972 durch den Zusammenschluss der ehemaligen Gemeinden Noyers-le-Val und Auzécourt.

## Bevölkerungsentwicklung
| Jahr                       | 1962 | 1968 | 1975 | 1982 | 1990 | 1999 | 2006 | 2013 | 2019 |
| -------------------------- | ---- | ---- | ---- | ---- | ---- | ---- | ---- | ---- | ---- |
| Einwohner                  | 349  | 323  | 346  | 325  | 247  | 244  | 242  | 280  | 278  |
| Quellen: Cassini und INSEE |      |      |      |      |      |      |      |      |      |

## Sehenswürdigkeiten

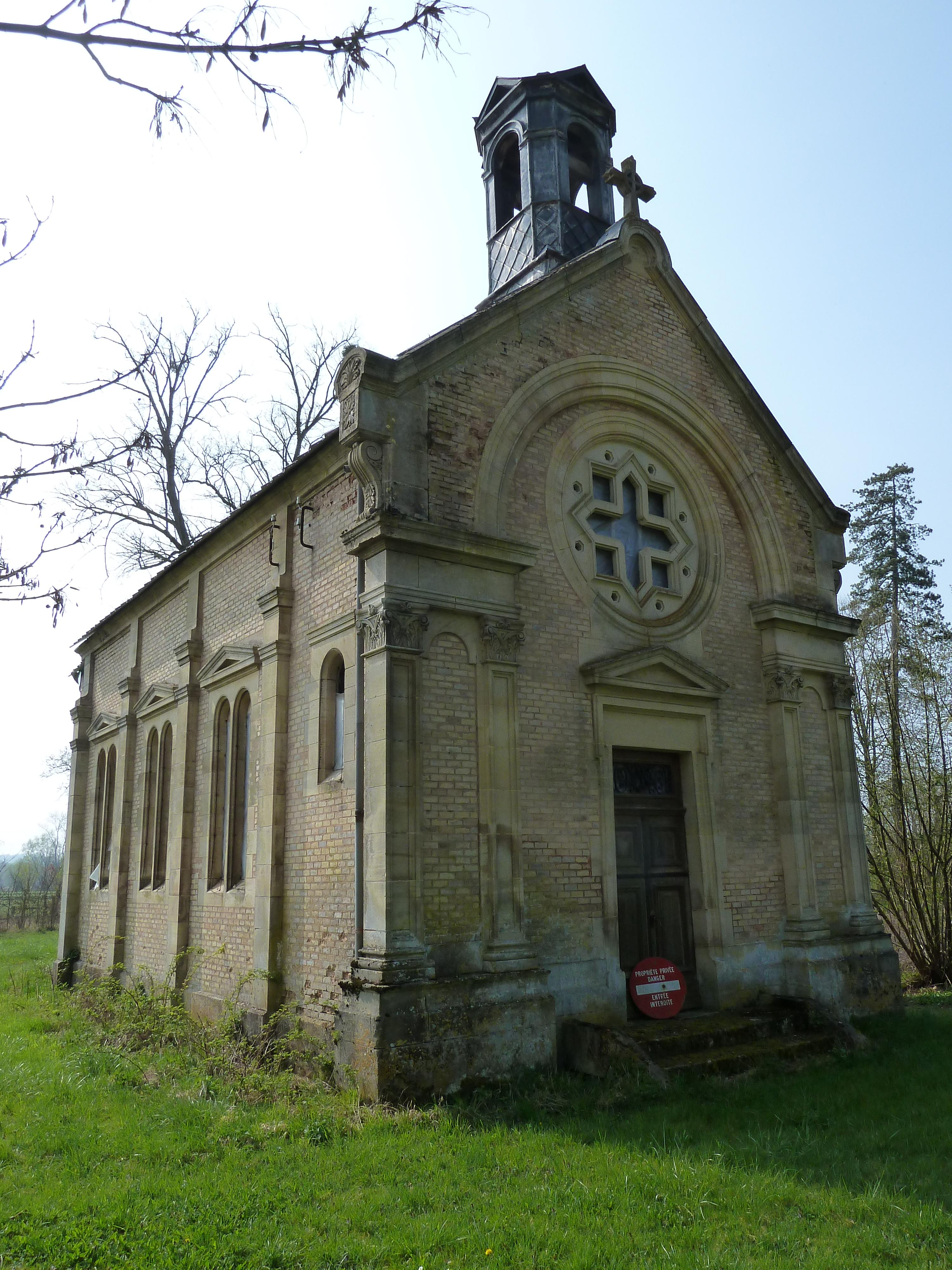
Kapelle Notre-Dame

- Kirche Saint-Martin in Auzécourt, erbaut 1625
- Kirche Saint-Martin in Noyers-le-Val
- Kapelle Notre-Dame (Monument historique), erbaut 1874